# 东南街道 (常熟市)
东南街道是中华人民共和国江苏省苏州市常熟市下辖的一个街道办事处。
2011年11月10日，江苏省人民政府批复同意将虞山镇湖东居委会和苏锋、东渔、昆承3个村委会，以及古里镇小康村委会和坞坵村委会的四环路连接线以西部分区域划出，合并设立常熟市东南街道办事处，行政区域面积27.98平方公里，人口1.49万人，办事处驻常熟市东南大道88号。

## 行政区划
东南街道下辖以下村级行政区划单位：
湖东社区、昆承村、苏峰村、东渔村和小康村。